# Classless Inter-Domain Routing
Classless Inter-Domain Routing (CIDR, tj. „beztřídní směrování“) je v počítačových sítích metoda směrování, která v roce 1993 umožnila v IPv4 používat jemnější dělení větších sítí na podsítě tím, že maska sítě byla určena počtem bitů a nikoliv příslušností IP adresy ke třídě IP adres. CIDR byl zaveden IETF a jeho cílem bylo zpomalit vyčerpání IPv4 adres a též omezit růst směrovacích tabulek na směrovačích v Internetu.

## Charakteristika
Před zavedením CIDR byla délka masky sítě (8, 16 nebo 24 bitů) určena podle příslušnosti IP adresy ke třídě IP adres (A, B, nebo C), takže maska byla dána použitou IP adresou (resp. veřejnou adresou přidělenou od IANA). Zavedením CIDR bylo možné určit masku na hranici jednotlivých bitů IP adresy, místo po výše zmíněných osmicích bitů (resp. po jednotlivých bajtech).
CIDR zavedlo též speciální zápis masky pomocí lomítka a počtu bitů masky sítě, například 192.168.2.0/24 (pro IPv4) a tento způsob je používán i pro později zavedené IPv6, například 2001:db8::/32.

### Důvody zavedení CIDR
Před zavedením CIDR byly adresy rozděleny do tříd a koncovým sítím připojeným k Internetu se v závislosti na jejich velikosti přidělovala adresa sítě třídy A, B nebo C. To způsobovalo dva problémy, jejichž závažnost postupně narůstala:
- Špatnou efektivitu využití adresního prostoru a v jejím důsledku rychle ubývající zásobu volných adres. Jako první začaly docházet adresy třídy B, protože sítí příliš velkých pro třídu C (256 místních adres) bylo mnoho a adres třídy B jen 16 tisíc (16384).
- Velké směrovací tabulky. Adresy sítí se přidělovaly tak, jak byly postupně vyžadovány, bez respektování jejich geografické či jiné souvztažnosti. To znamenalo, že v páteřních částech Internetu musely směrovače uchovávat ve svých směrovacích tabulkách pro každou koncovou síť samostatný záznam. Tím směrovací tabulky nabývaly značné velikosti, takže jejich procházení bylo pomalé a mohlo nastat až vyčerpání dostupné kapacity operační paměti směrovačů.

Jako částečné zmírnění těchto problémů byl vyvinut a v roce 1993 zaveden CIDR. Jeho definici najdete v RFC 1517, RFC 1518, RFC 1519 a RFC 1520.

## Základní principy
CIDR přinesl do adresace dva nové principy řešící výše popsané problémy:
- délka adresy sítě je libovolná
- adresy se přidělují hierarchicky, což umožňuje agregaci směrování

Třídy adres byly zrušeny. Podle CIDR může mít adresa sítě libovolnou délku, není omezena jen na 8, 16 či 24 bitů jako dříve. Zapisuje se v podobě prefixu ve tvaru adresa/délka. Délka přidělené adresy se stanoví podle skutečných a předpokládaných potřeb připojované sítě, pravidla pro její hodnotu jsou podstatně přísnější než dříve.
Aby se zpomalil růst velikosti směrovacích tabulek, jsou adresy přidělovány hierarchicky. To znamená, že poskytovatel Internetu dostane k dispozici určitý prefix, jehož části (delší prefixy začínající tímto společným prefixem) pak přiděluje svým zákazníkům. Díky tomu lze při směrování kdekoli mimo síť daného poskytovatele vystačit s jediným záznamem obsahujícím společný poskytovatelův prefix. Do globálních směrovacích tabulek tedy celá poskytovatelova síť, která může obsahovat mnoho připojených zákazníků, přispěje jediným prefixem. Až když IP datagram dorazí do poskytovatelovy sítě, začne se při směrování hledět na podprefixy a začne se rozlišovat, do které její části má být doručen.

## Organizace přidělování adres
Reorganizován byl i proces přidělování IP adres. Od zavedení CIDR přidělují IP adresy tak zvaní lokální registrátoři (LIR, Local Internet Registry), kteří garantují dodržování stanovené procedury a pravidel, včetně agregace adres a přidělování prefixů odpovídající délky. Roli LIR mají (vůči koncovým uživatelům Internetu) typicky poskytovatelé Internetu.
Lokálním registrátorům přidělují adresní prefixy do jejich správy regionální registrátoři (RIR, Regional Internet Registry), kteří koordinují správu adres v přidělené oblasti. RIR zároveň stanovují pravidla a adresní politiky pro danou oblast. Vycházejí přitom z názorů svých členů, kterými jsou lokální registrátoři. V současnosti je Internet rozdělen mezi pět regionálních registrátorů:
- AfriNIC – Afrika
- APNIC – Asie a Austrálie (pacifická oblast)
- ARIN – Severní Amerika
- LACNIC – Jižní (Latinská) Amerika
- RIPE NCC – Evropa

Regionálním registrátorům pak přiděluje bloky adres do správy centrální ICANN.